# ثورة يحيى بن عمر
ثورة يحيى بن عمر (250هـ / 864م) هي ثورة علويَّة في وجه الخلافة العبَّاسية ظهرت من الكوفة في خلافة أحمد المستعين بالله، لتنتهي بالقضاء عليها ومقتل يحيى بن عمر الطالبي في 13 رجب 250هـ / 19 أغسطس 864م.

## خلفية الأحداث

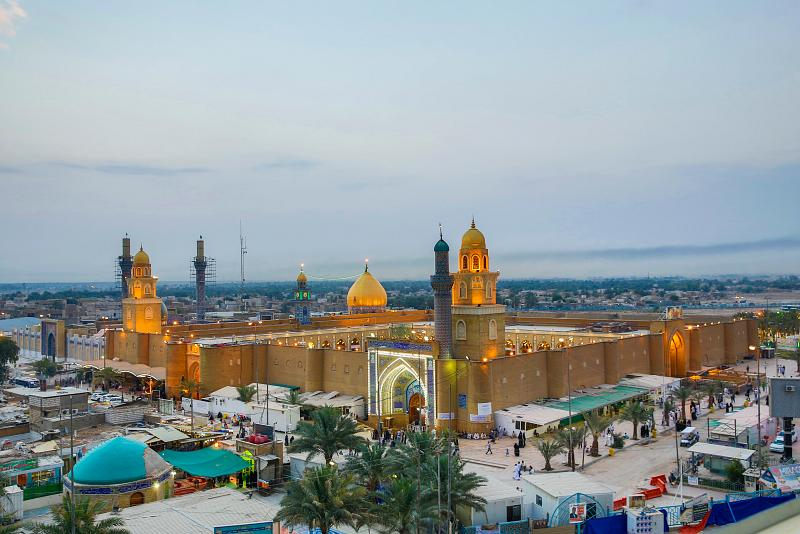
مسجد الكوفة في مدينة الكوفة، والتي ثار فيها يحيى بن عمر الطالبي طالبًا بالخلافة في عهد أحمد المستعين بالله العبَّاسي.

في فترة من التحديات السياسية والاقتصادية التي شهدتها الخلافة العباسية، ظهر يحيى بن عمر الطالبي، وهو أحد أبناء البيت العلوي من الفرع الحُسيني، في مدينة الكوفة. في بداية حياته، عانى يحيى من ضائقة مالية شديدة جعلته يطلب المساعدة من عمر بن فرج الرُّخَّجي، الذي يتولى إدارة شؤون آل البيت في تلك الفترة. كان يحيى مثقلًا بالديون، ولجأ إلى طلب المساعدة لسداد ديونه وتحسين أوضاعه، ولكن عوضًا عن الحصول على الدعم من عمر بن فرج، واجه معاملة قاسية منه، إذ رفض طلبه وأغلظ عليه القول ثم حبسه. بعد مضيه فترة في السجن، تدخلت عائلته وأفرج عنه بكفالة. لم تكن حياته بعد الإفراج أفضل حالًا، فقد ظل يعاني من الفقر والتهميش. انتقل بعدها إلى بغداد، حيث عاش فيها لفترة قصيرة دون أن تتحسن أوضاعه. من بغداد، انتقل إلى سامراء على أمل الحصول على دعم مالي من وصيف التُّركي، أحد قادة الجند في الخلافة العباسية، ولكن وصيف رفض مساعدته بنفس القسوة التي قوبل بها في بغداد.

## يحيى بن عمر واستغلال التوترات في الكوفة
بعد المعاملات المهينة التي تلقاها، عاد يحيى بن عمر إلى الكوفة، والتي كانت تشهد توترات اجتماعية وسياسية في تلك الفترة. استطاع يحيى استغلال حالة الغضب والتذمر بين أهل الكوفة من سياسة العباسيين، فجمع حوله عددًا كبيرًا من الأعراب وبعض سكان الكوفة، وكانت المدينة تعج بالتوتر، ومثلت أرضًا خصبة لأي محاولة تمرد ولكنها سرعان ما تنتهي بالفشل.
أعلن يحيى ثورته ضد العباسيين، مستهدفًا النظام القائم في الكوفة. توجه أولًا إلى الفلوجة ثم إلى قرية تعرف بالعمد، وهناك بدأ بتوسيع نفوذه وجمع مزيد من الأتباع. كتب صاحب البريد في الكوفة إلى محمد بن عبد الله بن طاهر، والي العراق وصاحب الشُّرطة من قبل الخليفة العباسي أحمد المستعين بالله، وأخبره بتحركات يحيى، وأمر محمد بن عبد الله بالتحرك السريع لمواجهة هذا التمرد قبل تفاقمه. كان على رأس القوة المكلفة بمحاربة يحيى، أيوب بن الحسن وعبد الله بن محمود السرخسي، ومعهم عدد من القادة العباسيين الذين هدفوا للقضاء على يحيى واستعادة السيطرة على الكوفة.

## السيطرة المؤقتة ليحيى بن عمر على الكوفة
في بداية تحركاته، تمكن يحيى بن عمر من دخول الكوفة مع سبعة من الفرسان، وهاجم بيت المال في المدينة، حيث حصل على مبلغ كبير من المال بلغ ألفي دينار وسبعين ألف درهم من الفضة. بعد هذا النجاح، اتخذ يحيى خطوة جريئة بفتح السجون في الكوفة، وإطلاق سراح جميع السجناء، وهي خطوة زادت من شعبيته بين الناس، وأثارت في نفس الوقت استياء السلطات العباسية. طرد يحيى العمال العباسيين من الكوفة، مما جعله في موقف قوي لفترة قصيرة.
في إحدى المواجهات العسكرية مع القائد العبَّاسي عبد الله بن محمود السرخسي، تمكن يحيى من إصابته في وجهه، مما أدى إلى هزيمة السرخسي وجنده، ثم استولى يحيى على الدواب والمال الذي كان بحوزة السرخسي. بعد انتصاره، خرج يحيى من الكوفة متجهًا نحو السواد، إلى منطقة تعرف بالبستان. في هذه الأثناء، ازدادت أعداد أتباعه بعد أن انضمت إليه جماعات من الزيدية وسكان المناطق المحيطة بالكوفة مثل الطفوف والسيب الأسفل، مما جعله يشكل تهديدًا جديًا للسلطة العباسية في المنطقة.

## التحركات العباسية والاشتباكات مع قوات يحيى

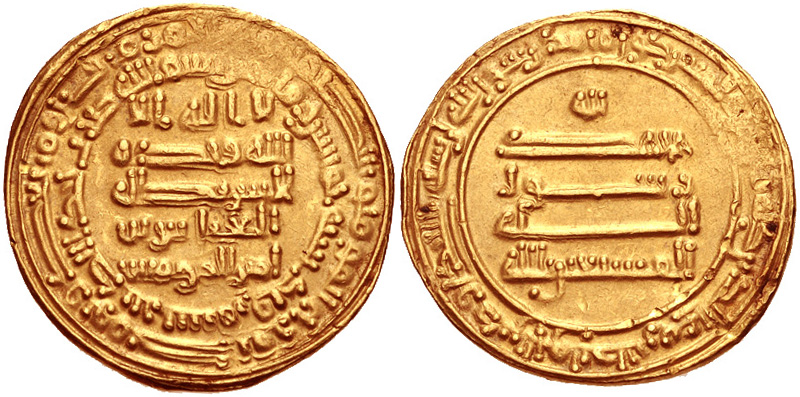
دينارٌ ذهبيٌ عبَّاسيٌ سُك في عهد الخليفة أحمد المستعين بالله (حكم 248 – 252هـ / 862 – 866م)

في مواجهة هذا التمرد المتنامي وعدم تمكن السرخسي وعبد الرحمن بن الخطاب وغيره من القادة العبَّاسيين الانتصار عليه، قرر محمد بن عبد الله بن طاهر إرسال قوات كبيرة بقيادة الحسين بن إسماعيل المصعبي، وضم تحت إمرته عددًا من القادة الأقوياء والمتمرسين في الحروب، مثل خالد بن عمران، وعبد الرحمن بن الخطاب، وأبو السناء الغنوي، وغيرهم من الشخصيات المعروفة بقوتها وخبرتها في القتال. تحرك الجيش العباسي باتجاه مواقع يحيى بن عمر، ووقعت عدة اشتباكات بين الطرفين. رغم التفوق العددي لقوات يحيى بن عمر اثر انضمام العديد من الأتباع إليه، إلا أن الجيش العبَّاسي كان أكثر تنظيمًا وتسليحًا، مما أدى إلى انتصار العباسيين في معركة قرب منطقة جنبلاء. تمكنت القوات العبَّاسية من إلحاق الهزيمة بقوات يحيى بن عمر، الذي اضطر للانسحاب إلى مناطق أخرى، لكنه استمر في محاولاته للتمرد.

## المعركة الأخيرة ومقتل يحيى بن عمر
في نهاية الاشتباكات بين الطرفين، وقعت المواجهة الحاسمة بين قوات يحيى بن عمر والجيش العبَّاسي في منطقة قرب الكوفة، فخاض الطرفين معركة شديدة، ولكن نتيجة لتفوق الجيش العباسي في العتاد والتنظيم، هُزم يحيى بن عمر وقُتل في ساحة المعركة في 13 رجب 250هـ / 19 أغسطس 864م، ثم أمن أهل الكوفة ومُنعت محاولات نهبها من قبل أحد القادة العباسيين. بعد مقتله، قُطع رأسه وأُرسل إلى محمد بن عبد الله بن طاهر، الذي أرسله بدوره إلى الخليفة العباسي المستعين بالله في سامراء. نُصب رأس يحيى لفترة قصيرة على باب العامة في سامراء، كدليل على نجاح الخلافة العبَّاسية في إخماد التمرد.

## أبعاد الثورة
رغم نجاح العباسيين في القضاء على تمرد يحيى بن عمر، إلا أن مقتله أثار استياءً بين بعض الأوساط الشعبية في بغداد والكوفة. ورغم أن يحيى لم يكن يحظى بدعم واسع من أبناء بيته أو الزعماء الكبار، إلا أن شخصيته أثارت تعاطف بعض الناس، خصوصًا بين العامة. حتى في مجلس محمد بن عبد الله بن طاهر، عندما تلقى التهاني بالنصر، إذ دخل داود بن القاسم الجعفري وانتقد محمد بن عبد الله بقوله: "«إنك لتهنّأ بقتل رجل لو كان رسول الله ﷺ حيًّا لعُزّي به!»" غير أن محمد الطاهري لم يقل له شيئًا، وهو ما يعكس استياء بعض الهاشميين من مقتل يحيى بن عمر. رغم ذلك، رأت الخلافة العبَّاسية في مقتل يحيى، انتصارًا يعزز من سلطتها ويؤكد على قدرتها في مواجهة أي تمرد لسلطتها.

### فهرس المنشورات
1. 1 2 3 4 5  الطبري (2004)، ص. 1938.
2. ↑  الطبري (2004)، ص. 1938-1939.
3. 1 2  الطبري (2004)، ص. 1939.

### معلومات المنشورات كاملة
الكتب مرتبة حسب تاريخ النشر
- محمد بن جرير الطبري (2004). تاريخ الأمم والملوك، تاريخ الطبري: طبعة مقدم لها بتوضيح في أسانيد الطبري وبيان المؤاخذات عليها، وصححت النسخة على أصح النسخ الموجودة، وخدمت بفهارس للآيات وفهارس للأحاديث، وفهارس للموضوعات. مراجعة: أبو صهيب الكرمي. عَمَّان: بيت الأفكار الدولية. ISBN:978-9957-21-152-3. OCLC:956977290. QID:Q123224476.